# Ангиотензин
Ангиотензин је протеин који се под утицајем ензима ренина даје ангиотензин I, чије се протеинско тијело састоји од 10 аминокиселина.
Ангиотензин се производи у јетри, а циркулише у крвној плазми човјека. Он је битан фактор код регулације крвног притиска, јер је директни чинилац система ренин-ангиотензин-алдостерон (RAAS).
Код човјека, ангиотензин се састоји из 485 аминокиселина. Његов ген лежи на дугом краку хромозома 1.